# Uppsala Roller Derby
Uppsala Roller Derby, är en roller derby-liga baserad i Uppsala. Ligan startade i slutet av 2011 av en tidigare spelare i ett av Göteborgs derbylag som flyttat till Uppsala för att studera. Uppsala Roller Derbys A-lag Jackdaw City Rollers spelade sitt första bout i juni 2014. Säsongen 2015/2016 plaerade de sig på fjärde plats i Division 1. B-laget BURDS spelade sitt första bout i maj 2016. De mötte Sun City Rollers som vann med 192-162.